# حسين يلدز
حسين يلدز (بالتركية: Hüseyin Yıldız)‏ هو لاعب كرة قدم تركي، ولد في 27 أبريل 1979.